# Arturo Mari
Arturo Mari (Roma, 15 maggio 1940) è un fotografo italiano.
Dal 1956 al 2007 è stato fotografo ad personam dei papi e per conto de L'Osservatore Romano; in particolare ha seguito e documentato interamente il pontificato di Giovanni Paolo II, raccogliendo circa un milione di sue fotografie. 

## Biografia
Figlio e nipote di sampietrini, viene avviato alla carriera fotografica dal padre, che nei primi anni dell'adolescenza lo iscrive a una scuola per fotografi e cineoperatori. In questo contesto si distingue vincendo diversi concorsi interni tra allievi, attirando l'attenzione di Giuseppe Dalla Torre, direttore de L'Osservatore Romano, che nel 1956 lo integra nella redazione, mettendolo agli ordini di Francesco Giordani. Il 9 marzo 1956, per conto del quotidiano della Santa Sede, scatta le sue prime immagini a Pio XII; da allora, per i successivi 51 anni, ha documentato fotograficamente le attività dei papi. Il 28 ottobre 1958, desideroso di ritrarre l'appena eletto Giovanni XXIII, arriva a forzare i sigilli del conclave (ancora formalmente non sciolto) e si spinge fino alla Sala Regia, dove viene fermato dal cardinale camerlengo Eugène Tisserant che lo minaccia di scomunica, salvo poi essere perdonato personalmente da Roncalli.
Nel marzo 1977, a seguito del pensionamento di Giordani, Mari gli subentra quale primo fotografo de L'Osservatore Romano e viene inoltre incaricato di costituire e gestire il servizio fotografico interno alla Città del Vaticano. Dal 1978 al 2005 segue praticamente nel quotidiano le attività pubbliche e private di Giovanni Paolo II, al quale si lega in un rapporto di personale amicizia. Il 13 maggio 1981, a seguito dell'attentato perpetrato da Ali Agca, su indicazione della Segreteria di Stato vaticana, cede gratuitamente i propri scatti alle agenzie di stampa, dando inizio a una prassi proseguita nei decenni successivi, in cui regolarmente passa le proprie immagini all'Associated Press senza alcun compenso.
Ha concluso il proprio incarico di fotografo pontificio ad personam durante il pontificato di Benedetto XVI, nel giugno 2007, allorché è andato in pensione; gli è subentrato l’allievo e assistente Francesco Sforza.

## Opere
- La speranza dell'Africa: undici giorni nel continente nero con Giovanni Paolo II. 2-12 maggio 1980 (con Sergio Trasatti), Velar, Bergamo 1980
- Papa Wojtyla pastore pellegrino, nr. 7 della collezione I grandi fotografi italiani supplemento ad "Avvenire", Monza 1981
- Viaggio nella sofferenza: cento giorni di Giovanni Paolo II. 13 maggio - 16 agosto 1981 (con Sergio Trasatti), Velar, Bergamo 1981
- Papa Wojtyla: immagini di pace di angoscia di speranza e d'amore, supplemento ad "Avvenire", Monza 1982
- Il papa ai difensori della pace (con Sergio Trasatti e Mario Rebuffoni), Velar, Bergamo 1982
- Il papa della speranza, le vie della pace (con Sergio Trasatti), Velar, Bergamo 1984
- Il papa della speranza, le vie della pace, seconda parte (con Sergio Trasatti), Velar, Bergamo 1984
- Il papa della speranza: sui sentieri dell'uomo (con Sergio Trasatti), Velar, Bergamo 1986
- Il papa della speranza: il tempo del dialogo (con Sergio Trasatti), Velar, Gorle 1988
- Il papa della speranza: luce dall'Oriente (con Sergio Trasatti), Velar, Gorle 1990
- Il papa della speranza: la nuova Europa (con Sergio Trasatti), Velar, Gorle 1992
- Arrivederci in paradiso: colloquio di Jorosław Mikołajewski con Arturo Mari (prefazione di Stanisław Dziwisz), Finegil, Roma 2006
- Toccare la santità: il cammino umano e spirituale di Giovanni Paolo II (con Robert Skrzypczak), Fede & Cultura, Verona 2017

### Pubblicate in Polonia
- Fotocronaca del pontificato 1978-2005 di Giovanni Paolo II in 27 volumi, wyd. Biały Kruk, Cracovia 2006-2010
- Z potrzeby serca. Pielgrzymka Ojca Świętego do Ojczyzny ‘99, wyd. Biały Kruk, Cracovia 1999
- Wielki Tydzień z Janem Pawłem II (con Adam Bujak), wyd. Biały Kruk, Cracovia 2000
- Pielgrzymka narodowa, wyd. Biały Kruk, Cracovia 2000
- Tak Chrystusowi. Jubileusz Młodych Rzym sierpień 2000, (con Adam Bujak), wyd. Biały Kruk, Cracovia 2000
- Zamach, czyli jak zło w dobro się obróciło, wyd. Biały Kruk, Cracovia 2001
- Kronika Roku Świętego 2000 (con Adam Bujak), wyd. Biały Kruk, Cracovia 2001
- Święty Ojciec Pio. Ilustrowane dzieje życia i kultu (współautor zdjęć Adam Bujak), wyd. Biały Kruk, Cracovia 2002
- Wołam o pokój. Pielgrzymka Ojca Świętego do Azerbejdżanu i Bułgarii, wyd. Biały Kruk, Cracovia 2002
- Źródło nadziei. Pielgrzymka Ojca Świętego do Ojczyzny 2002 (con Adam Bujak), wyd. Biały Kruk, Cracovia 2002
- Matka Teresa i jej Papież, wyd. Biały Kruk, Cracovia 2004
- Jan Paweł II. Dzień po dniu. Ilustrowane Kalendarium Wielkiego Pontyfikatu 1978-2005 (con Adam Bujak), wyd. Biały Kruk, Cracovia 2005
- Święty Ojciec. Zwierzenia papieskiego fotografa Arturo Mari, wyd. Biały Kruk, Cracovia 2005
- Nie ma solidarności bez miłości, wyd. Biały Kruk, Cracovia 2005
- Pokolenie J.P.II (con Adam Bujak), wyd. Biały Kruk, Cracovia 2005
- Ufne serca. Jan Paweł II i dzieci Pamiątka Pierwszej Komunii Świętej, wyd. Biały Kruk, Cracovia 2005
- Kto wierzy, nigdy nie jest sam. Pielgrzymka Ojca Świętego do jego bawarskiej ojczyzny (con Leszek Sosnowski), wyd. Biały Kruk, Cracovia 2006
- Pielgrzymki światowe (współautor zdjęć Adam Bujak), wyd. Biały Kruk, Cracovia 2006
- Z serca błogosławię (współautorzy zdjęć Adam Bujak, Marcin Bujak), wyd. Biały Kruk, Cracovia 2006
- Wigry z Janem Pawłem II (współautor zdjęć Ireneusz Dziugieł), wyd. Biały Kruk, Cracovia 2009